# Orde van Gorkha - Daksinha - Bahu
De Orde Meest Krachtdadige van Gorkha - Daksinha - Bahu ("Gorkha Dakshinabahu") is een ridderorde van het Koninkrijk Nepal. De Nepalese koning Prithvi Bir Bikram Shah Dev heeft deze ridderorde die voor belangrijke diensten voor Nepal wordt verleend in 1895 ingesteld. Het kleinood is een vijfpuntige gouden ster met een zon in het midden. 
De orde kent de gebruikelijke vijf graden en een medaille.  